# Penrod 70 (schip, 1973)
De Penrod 70 is een halfafzinkbaar boorplatform dat in 1973 gebouwd werd door Hijos de J. Barreras voor Penrod Drilling. Het ontwerp van Harry Reinecke bestaat uit twee parallelle pontons met daarop elk drie kolommen en daarop het werkdek.
Er werden vijf platforms van dit ontwerp gebouwd. Het waren de eerste semi's met alleen horizontale buizen (bracings) tussen de pontons en geen diagonale. Doordat het ontwerp van deze verbindingen onvoldoende was uitgewerkt, ontstonden er bij enkele platforms echter scheuren, zodat deze alsnog diagonale bracings kregen, of naar een milder klimaat vertrokken.
Het platform werd in 1991 overgenomen door Wilrig, onderdeel van Wilh. Wilhelmsen, waarna het de naam Treasure 70 kreeg.

## Penrod 70-serie

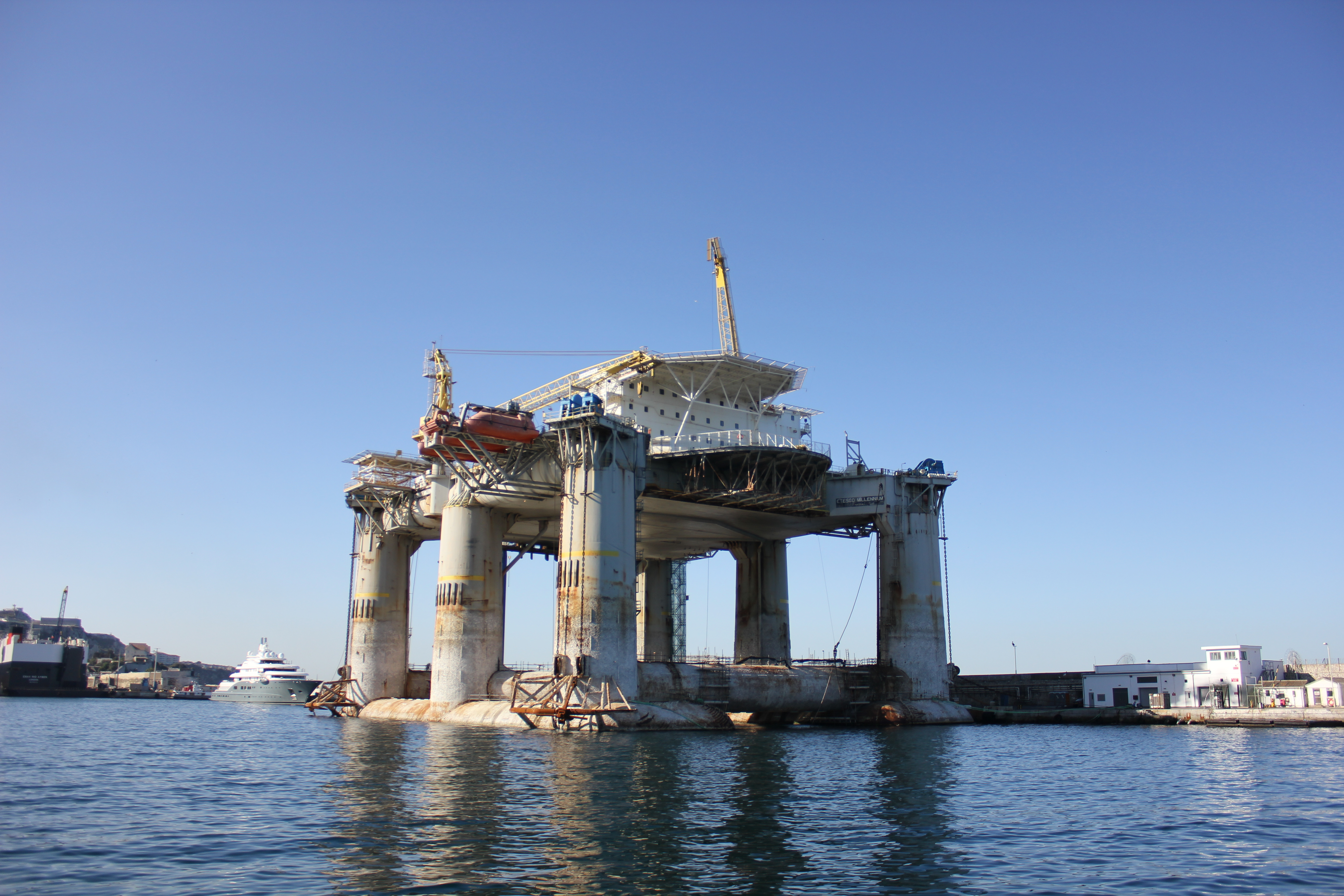
De Penrod 75 als accommodatieplatform Etesco Millennium

| Naam      | Werf                    | Jaar           | IMO-nummer |
| --------- | ----------------------- | -------------- | ---------- |
| Penrod 70 | Hijos de J. Barreras    | november 1973  |            |
| Penrod 71 | Marathon LeTourneau, 66 | februari 1975  | 8753653    |
| Penrod 72 | Marathon LeTourneau, 67 | september 1975 | 8753665    |
| Penrod 74 | FELS                    | 1974           |            |
| Penrod 75 | Marathon LeTourneau, 73 | augustus 1976  | 8753691    |